# Ирасеминья
Ирасеминья (порт. Iraceminha)  —  муниципалитет в Бразилии, входит в штат Санта-Катарина. Составная часть мезорегиона Запад штата Санта-Катарина. Входит в экономико-статистический  микрорегион Шапеко. Население составляет 3753 человека на 2006 год. Занимает площадь 164,375 км². Плотность населения — 22,8 чел./км².

## История
Город основан 26 апреля 1989 года.

## Статистика
- Валовой внутренний продукт на 2003 составляет 35.921.243,00 реалов (данные: Бразильский институт географии и статистики).
- Валовой внутренний продукт на душу населения на 2003 составляет 8.680,82 реалов (данные: Бразильский институт географии и статистики).
- Индекс развития человеческого потенциала на 2000 составляет 0,777 (данные: Программа развития ООН).